# Њу Орлеанс баканирси
Њу Орлеанс баканирси (енгл. New Orleans Buccaneers) је бивши амерички кошаркашки клуб из Њу Орлеанса, Луизијана. Играли су Западној дивизији АБА лиге под различитим именима у свих девет година постојања лиге. После три сезоне у Њу Орлеансу, Луизијана, франшиза се преселила у Мемфис, Тенеси, где је у четири године три пута мењао име и то у Мемфис про, Мемфис тамси и Мемфис саундси пре неуспелог пресељења у Балтимор 1975. године.

## Почетак
Оснивањем АБА-е 2. фебруара 1967. године чартер франшиза је додељена групи од седам инвеститора, укључујући Мортона Даунија млађег. Група је своју франшизу добила за 1.000 долара, за разлику од 30.000 долара са већином других оригиналних тимова. Чарлс Г. Смитер, један од седам власника, био је председник тима, други од инвеститора, Морис М. Стерн, био је оперативни менаџер. Тим је назван Њу Орлеанс баканирси, а бивши главни тренер Државног универзитета Мисисипи Бејб Макарти потписан је као његов први тренер. Међу првим играчима тима били су Даг Мо, Лари Браун, Џералд Гован, Џими Џонс и Ред Робинс.

## Сезона 1967/68.
Током своје прве сезоне Баканирси су своје домаће утакмице играли на Универзитету Лојола у дворани „Лојола филдхаус” и тамо су у просеку имали 2.337 навијача по утакмици. Баканирсови играчи Даг Мо, Ред Робинс, Лари Браун и Џими Џонс су те године играли у АБА ол−стар утакмици, а Бејб Макарти је био тренир тима Запада на тој утакмици. Лари Браун је био најкориснији играч прве АБА ол−стар утакмице и предводио је АБА у асистенцијама те сезоне на путу да буде изгласан за други тим АБА лиге. Даг Мо је изгласан за Први тим целе АБА лиге, а Џими Џонс је постављен у АБА ол руки тим. Баканирси су регрутовали Џеки Морленда, пореклом из Миндена, који је претходно играо за Детроит пистонсе у периоду 1960-1965.
Баканирси су сезону завршили на првом месту Западне дивизије са 48 победа и 30 пораза, чиме су две утакмице били испред Далас чапаралса и три утакмице испред Денвер рокетса. Баканирси су затим победили Денвер рокетсе са 3 утакмице према 2 у полуфиналу Западне дивизије, а затим су победили Далас чапаралсе са 4 утакмице према 1 и освојили шампионат Западне дивизије. Баканирси су се потом пласирали у прву икада „АБА серију” шампионата, суочивши се са Питсбург пајперсима. Баканирси и Пајперси су одиграли првих шест утакмица, сваки тим је победио у три, али су Пајперси победили у одлучујућој седмој утакмици са 122 : 113 и постали АБА шампиони за 1968. годину.

## Сезона 1968/69.
Пре почетка сезоне, Баканирси су мењали Ларија Брауна и Дага Моа у Окланд Оксе у замену за Стива Џонса и Рона Франза. Ред Робинс из Њу Орлеанса и Стив Џонс играли су у АБА ол−стар утакмици. Баканирси су завршили сезону са рекордом од 46 победа и 32 пораза, што их је ставило на друго место у Западној дивизији. Са тиме су били 14 утакмица иза Окланд окса који су поставили рекорд од 60 : 18 (.769). Баканирси су у просеку имали 2.834 навијача на домаћим утакмицама.
Баканирси су се састали са Далас чапаралсима у полуфиналу Западне дивизије и победили у тесној серији, 4 утакмице према 3. Пролазећи у финале Западне дивизије, Баканирси су изгубили од Окланд окса са 4 изгубљене утакмице.

## Сезона 1969/70.
Баканирси су преместили своје домаће утакмице у Тулан џим (сада познат као Девлин фиелдхаус) и Мунисипал аудиториум за ту сезону. Џими Џонс је у децембру имао повреду колена која је ограничила његову присутност на утакмицама током сезоне али је и даље је изабран да игра на АБА ол− стар утакмици заједно са саиграчима Стивом Џонсом и Џералдом Гованом. Бејб Макарти је поново тренирао тим Запада.
Баканирси су завршили сезону са 0,500 посто успешности, са 42 победе и 42 пораза. Ово је ставило тим на пето (последње) место у веома конкурентној Западној дивизији те сезоне, држећи Баканирсе изван плеј-офа. (У Источној дивизији те сезоне тај рекорд би их изједначио на трећем месту и ставио их у плеј-оф.) За сезону, Њу Орлеанс је у просеку имао 2.599 навијача по утакмици на домаћим утакмицама.

## Пресељење у Мемфис
Тим је на драфту изабрао Вендела Леднера, и променио име у „Луизијана баканирсе”, планирајући да игра своје домаће утакмице широм државе током сезоне 1970/71. Градови које су изабрали су укључивали Њу Орлеанс, Шривпорт, Лафајет, Монро и Батон Руж. Као и већина АБА тимова, Баканирси никада нису био на јаком финансијском терену, а прелазак у мањи „Тулане џим” дворану у комбинацији са израженим падом у игри довео је до пада прихода. То је било задњи покушај да постану „регионална“ франшиза за обезбеђивање више капитала.
Међутим, 21. августа 1970. године франшизу је купио нови власник и десет дана касније пресељена је у Мемфис, Тенеси и преименована у Мемфис прос.
Надимак Баканирси је 1976. године покупио нови тим за проширење НФЛ-а Тампа Беј баканирси. Од 2002. Тампа Беј баканирси и Њу Орлеанс сејнтси су се такмичили једни против других у НФЦ јужној дивизији.
Дана 10. децембра 2008, у утакмици против сада Шарлот хорнетса, затим Шарлот бобкетса, Баканирсе су први пут „оживели“ Њу Орлеанс пеликанси, затим Њу Орлеанс хорнетси, актуелна градска НБА франшиза, који су у сезони 1967/68. играли утакмицу стилизованим некадашњим Баканирсовим дресовима. Тим за навијачице је такође био обучен у Баканирсовој ретроспективи, Баканирсови видео записи су се пуштали током целе утакмице, а многи бивши играчи и тренери тима су добили почаст на полувремену. Пеликанси су на тој утакмици победили са 105 : 89.  Пеликанси су још једном обукли старе дресове Баканирса у гостовању против Кливленд кавалирса 16. јануара 2009. године, где је Кливленд победио са 92 : 78.

## Кошаркашка Кућа славних
| Чланови Буканирса у Кући славних | Чланови Буканирса у Кући славних | Чланови Буканирса у Кући славних | Чланови Буканирса у Кући славних | Чланови Буканирса у Кући славних |
| Играчи                           | Играчи                           | Играчи                           | Играчи                           | Играчи                           |
| Бр.                              | Име                              | Позиција                         | Период                           | Постављен                        |
| -------------------------------- | -------------------------------- | -------------------------------- | -------------------------------- | -------------------------------- |
| 11                               | Лари Браун 1                     | Б                                | 1967/68.                         | 2002.                            |

Белешка:
- 1 Као играч и као главни тренер

## Остварења по сезонама
| Сезона               | Регуларна сезона | Регуларна сезона | Регуларна сезона | Резултати у плеј−офу                                                            | Утакмице                                                              |
| Сезона               | Победа           | Пораза           | Проц.            | Резултати у плеј−офу                                                            | Утакмице                                                              |
| -------------------- | ---------------- | ---------------- | ---------------- | ------------------------------------------------------------------------------- | --------------------------------------------------------------------- |
| Њу Орлеанс баканирси |                  |                  |                  | Резултати у плеј−офу                                                            | Утакмице                                                              |
| 1967/68.             | 48               | 30               | .615             | Победили дивизијско полуфинале Победили дивизијско финале Изгубили у АБА финалу | Њу Орлеанс 3, Денвер 2 Њу Орлеанс 4, Далас 1 Питсбург 4, Њу Орлеанс 3 |
| 1968/69.             | 46               | 32               | .590             | Победили дивизијско финале изгубили дивизијско финале                           | Њу Орлеанс 4, Далас 3 Окланд 4, Њу Орлеанс 0                          |
| 1969/70.             | 42               | 42               | .500             | Нису се квалификовали                                                           | Нису се квалификовали                                                 |